# Terasa zalewowa

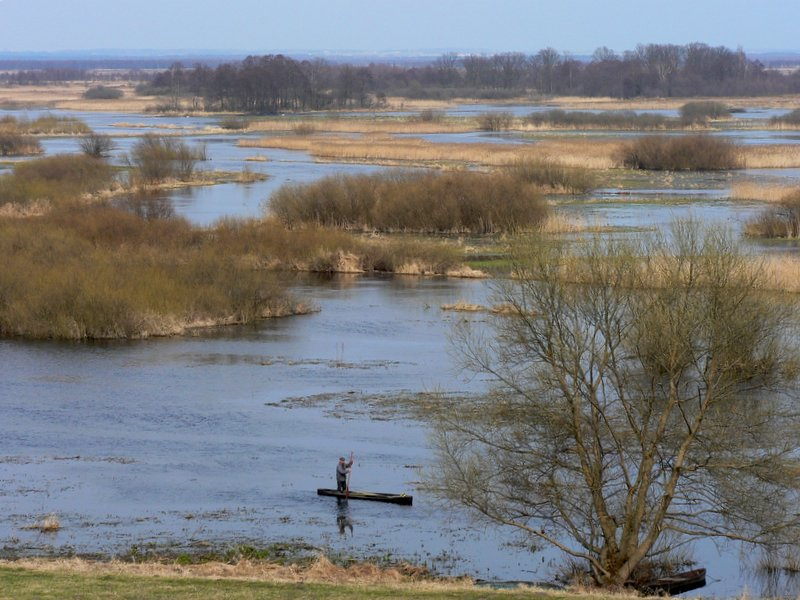
Terasa zalewowa rzeki Biebrzy

Terasa zalewowa, określana też jako taras zalewowy, obszar zalewowy lub równina zalewowa – forma akumulacyjna stanowiąca najniższy poziom doliny rzecznej, przecięta korytem rzeki. Ten naturalny płaski i często szeroki teren, położony bezpośrednio wzdłuż rzeki, jest zalewany w okresach wezbrań i powodzi, gdy ilość wody prowadzonej przez rzekę przekracza pojemność koryta. Obszar zalewowy powoduje spłaszczenie fali powodziowej. Stanowi najczęściej nieużytek, porastany przez las łęgowy lub wykorzystywany jako pastwisko. Ograniczany jest często wałami przeciwpowodziowymi.
Terasa pokryta jest zwykle osadami rzecznymi (piaskami i madami), często porośnięta trawą, niekiedy zatorfiona i podmokła. Przy wysokich wodostanach zalewają ją wody powodziowe. Profil poprzeczny terasy zalewowej charakteryzuje się zwykle tym, że w pobliżu koryta rzeki jej powierzchnia wznosi się wyżej (jest to tzw. naspa), natomiast opada w miarę oddalania się od koryta. W obniżeniach, przeważnie u stóp krawędzi, występują podmokłości, oraz jeziora będące starorzeczami (nierzadko są to fragmenty dawnych meandrów).
Terasa zalewowa występuje w Polsce w dnie każdej doliny rzecznej, a najlepiej rozwinięta jest w dolinach o małym spadku.
Gdy rzeka wcina się w głąb osadów  rzecznych, tworząc niżej położone koryto rzeczne i nową terasę zalewową, poprzednia terasa nazywana jest terasą nadzalewową.

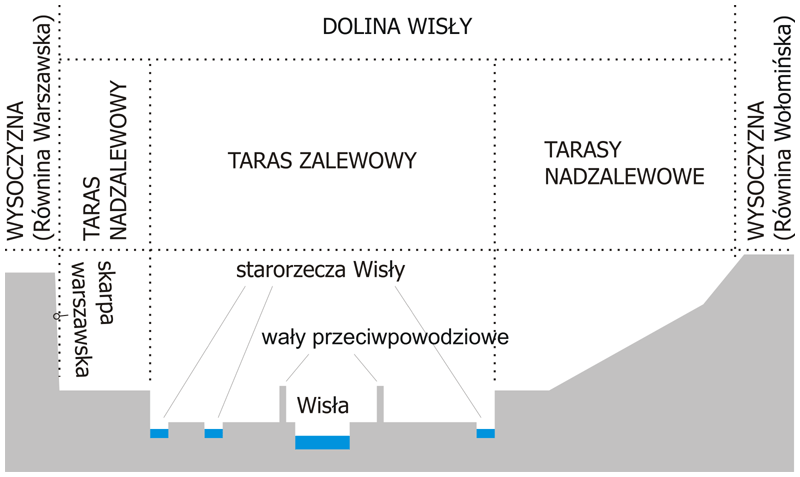
Dolina Wisły w Warszawie – schematyczny przekrój poprzeczny.

Specyficznym rodzajem terasy zalewowej jest zatorfiona dolina rzeczna, związana z zatamowaniem odpływu wód w czasie rozwoju doliny lub z nieprzepuszczalnością podłoża. Jej dno stanowi płaską równinę, zbudowaną z torfów o grubości kilku metrów, a niektóre jej partie są podmokłe. Koryto rzeki płynącej po takiej terasie jest zwykle kręte; obok niego spotyka się liczne starorzecza.
Obszary zatorfione, częściowo już zmeliorowane i osuszone, występują w Polsce przede wszystkim w dolinach Łeby, Redy, Noteci i Warty, Biebrzy, Narwi i Baryczy. Przeważnie są to  dna dawnych pradolin. Szerokość torfowisk dochodzi nad Biebrzą do kilkunastu kilometrów.